# ویلیام جی گریگوری
ویلیام جی گریگوری (به انگلیسی: William G. Gregory) فضانورد اهل کشور ایالات متحده آمریکا است که در ۱۴ مهٔ ۱۹۵۷ میلادی در لوک پورت، نیویورک زاده شد. وی در مأموریت اس‌تی‌اس-۶۷ حضور داشته است.